# Grzegorz Wawrzyszak
Grzegorz Wawrzyszak (ur. 22 października 1962 w Warszawie) – polski muzyk, pierwszy wokalista grupy Papa Dance.

## Życiorys
W grupie Papa Dance zaśpiewał m.in. piosenki „Kamikadze wróć”, „Ordynarny faul”, „W 40 dni dookoła świata”, „Pocztówka z wakacji”. Z zespołem nagrał jego debiutancką płytę „Papa Dance”. Po konflikcie z producentami zespołu, Wawrzyszak wraz z Tadeuszem Łyskawą i Markiem Karczmarkiem opuścił Papa Dance.
W 1986 roku muzycy założyli zespół Ex-Dance i nagrali kilka singli, m.in. „Powrót Donalda” i „Czarny smog”. Po rozpadzie tego projektu Wawrzyszak wrócił na scenę w 1990 roku z solową płytą, wydaną w nakładzie 25 tys. przez firmę Pronit, zatytułowaną "On", którą nagrał z towarzyszeniem takich muzyków jak: Krzysztof Ścierański, Stanisław Zybowski, Zbigniew Namysłowski, José Torres czy Włodzimierz Nahorny (gościnnie Lora Szafran). Następnie występował jako wokalista formacji Dock 44. W 2005 roku reaktywował Ex-Dance (w duecie z byłym muzykiem Papa Dance – Andrzejem Zielińskim). Wiosną 2006 roku wraz z tym zespołem wydał płytę pt. „Rzeka snów”.
W 2022 roku wraz z Kostkiem Joriadisem zapowiedział powrót do muzyki zespołu Papa Dance. Wiosną 2023 roku zespół powrócił do koncertowania, a 29 września 2023 roku miała premierę płyta winylowa „W 40 dni dookoła świata”, zawierająca odświeżone wersje z debiutanckiej płyty „Papa Dance” plus premierowo „Oprócz miłości nie ma nic”, „Tramwaj” oraz niewydaną anglojęzyczną kompozycję Papa Dance „Hallo” z lat 80. zaśpiewaną w całości przez Joriadisa. Album promowany był singlem „Oprócz miłości nie ma nic”, zaśpiewanym w charakterystycznym stylu Papa Dance. Zwrotki zaśpiewał Wawrzyszak, a refreny Joriadis. Do singla powstał także teledysk.